# 加美杏奈
加美杏奈（日语：加美杏奈，1996年9月1日—），日本AV女優。所屬事務所是マインズ。

## 個人簡歷
- 2020年1月13日以『神ランク美少女がアイポケ大型専属、決定！』作為廣告標語，並以『FIRST IMPRESSION 138 笑顔もSEXも最高過ぎて大型契約、決定！ 加美杏奈』成為IdeaPocket專屬的AV出道作[6][7]。

- 出道前是一般公司的上班族[8]。

- 興趣是讀書、料理、新體操和跳舞[2]，尤其是新體操從幼稚園練到高中[9]。

- 出身於高田馬場的一所職業學校的造型師[10]。她是家中三姊妹的次女[10]。

## 外部連結
- アイデアポケットによる公式プロフィール （页面存档备份，存于）
- 加美杏奈的X（前Twitter）
- 加美杏奈的Instagram帳戶